# 史瑞克快樂4神仙
《史瑞克快樂4神仙》（英語：Shrek Forever After）是由夢工廠製作，於2010年上映的3D電腦動畫喜劇片，為《史瑞克系列》的第四部電影，也是《史瑞克三世》的續集。
夢工廠行政總監杰弗瑞·卡森伯格称續集《史瑞克5》將於2018年上映，後來在2016年7月20日美國媒體宣布改為於2019年上映，最終環球影業官方於2024年確定《史瑞克5》定檔於2026年7月1日上映，而邁爾斯、墨菲和迪亞茲亦將回歸配音。

## 劇情
在成功拯救費歐娜公主，尋找到真愛並且穩定住了遠的要命王國（Far Far Away）後，並且有了“小史瑞克”後，史瑞克成了一個居家好男人。
隨著時間的飛逝，史瑞克開始懷念自己的本性怪物的一面。他又開始嚮往那些真正怪物過的生活。於是史瑞克被格林童話中的著名角色小精靈精靈小矮人所欺騙，與他簽訂了一份協定，使自己陷入了另外一個版本山卡啦王國的世界裡。在那裡精靈小矮人是國王，史瑞克也得到了真正怪物的“對待”，被追殺，更重要的是，在這個世界裡和費歐娜公主沒有相遇過。同时，由于精靈小矮人拿走了史莱克出生的那一天作为交换，这使得在当天结束之后，史莱克将不复存在。在認清事實後，史力加終於決定為挽回自己本應有的“真愛”而奮鬥！
史瑞克先救了驴子，在驴子帮助下，史瑞克发现了协定的退出条款：真爱之吻。史瑞克于是和驴子前往城堡，但发现菲奥娜已经不在城堡中了。在寻找菲奥娜的过程中，驴子中了陷阱，史瑞克由此发现了其他许多怪物组成了一支反抗军，而菲奥娜则是这支反抗军的首领，但她完全不记得史瑞克了。在试图让菲奥娜记起自己的过程中，史瑞克发现了在菲奥娜的娇惯下严重发福的鞋猫。在逐渐的交往中，菲奥娜渐渐对史瑞克有了感情，但是史瑞克一直没有得到菲奥娜的真爱之吻。菲奥娜决定当天对外出巡逻的精靈小矮人发起进攻，结果却中了埋伏，其他怪物都被吹笛人制服，只有史瑞克和菲奥娜被驴子和鞋猫救出险境。菲奥娜要回去救其他怪物，史瑞克劝菲奥娜只要吻了自己，一切都会正常，但菲奥娜吻了史瑞克之后却没有任何变化，因为此时菲奥娜不爱史瑞克。
在得知精靈小矮人以一份完美条约悬赏捉拿自己后，史瑞克自投罗网，通过签订完美条约让其他所有怪物自由，但菲奥娜因为此时还不是完全的怪物，并没有自由。自由的怪物在驴子和鞋猫的带领下，为了拯救史瑞克和菲奥娜与精靈小矮人和巫婆展开一场大战，史瑞克和菲奥娜也制服了巨龙。最后他们抓住了精靈小矮人。但随着日出，史瑞克开始消失了，在完全消失之前，史瑞克得到了菲奥娜的真爱之吻，最后一切恢复了正常，史瑞克也更加珍惜现在的生活。

## 配音員
| 配音              | 配音               | 配音   | 配音     | 角色                                    |
| 美國              | 台灣               | 香港   | 中國大陸 | 角色                                    |
| ----------------- | ------------------ | ------ | -------- | --------------------------------------- |
| 麥克·邁爾斯       | 宋克軍             | 杜汶澤 | 刘风     | 史瑞克（Shrek）                         |
| 艾迪·墨菲         | 唐從聖             | 林海峰 | 王肖兵   | 驢子（Donkey）                          |
| 卡麥蓉·狄亞       | 張韶涵             | 羅嘉玲 | 黄莺     | 費歐娜（Princess Fiona）                |
| 安东尼奥·班德拉斯 | 陳旭昇             | 古明華 | 张欣     | 鞋貓（Puss in Boots）                   |
| 茱莉·安德絲       | 陳美貞             | 陸惠玲 | 狄菲菲   | 莉雅王后（Queen Lillian）               |
| 约翰·克里斯       | 孫中台             | 李建良 | 程玉珠   | 哈洛國王（King Harold）                 |
| 華特·多爾         | 魏伯勤             | 森美   |          | 精靈小矮人（Rumpelstiltskin）           |
| 喬·漢姆           | 林谷珍             | 黎家希 |          | 伯根（Brogan）                          |
| 珍·林奇           | 許淑嬪             | 吳梅   |          | 格蕾琪特（Gretched）                    |
| 克雷奇·羅賓森     | 李香生             | 陳卓智 |          | 餅乾（Cookie）                          |
| 雷克·貝爾         | 汪世瑋             | 王慧珠 |          | 巡邏兵女巫（Patrol Witch）              |
| 雷克·貝爾         |                    |        |          | 四輪車女巫#2（Wagon Witch #2）          |
| 凱西·葛蕾芬       | 陳美貞             |        |          | 舞蹈女巫（Dancing Witch）               |
| 凱西·葛蕾芬       | 陳美貞             |        |          | 四輪車女巫#1（Wagon Witch #1）          |
| 瑪麗·凱·普雷斯    |                    |        |          | 護衛女巫（Guard Witch）                 |
| 克麗絲丁·史考     |                    |        |          | 南瓜女巫（Pumpkin Witch）               |
| 克麗絲丁·史考     |                    |        |          | 城堡女巫（Palace Witch）                |
| 康納德·威隆       | 劉傑               | 梁偉德 |          | 薑餅人（Gingerbread Man）               |
| 阿隆·華納         | 李香生             | 周志輝 |          | 大野狼（Wolf）                          |
| 克里斯多夫·奈特斯 |                    |        |          | 瞎老鼠（Blind Mice）                    |
| 寇迪·卡梅隆       | 于正昇             | 古明華 |          | 皮諾丘（Pinocchio）                     |
| 寇迪·卡梅隆       | 劉傑 吳東原 孫德成 |        |          | 三隻小豬（Three Pigs）                  |
| 克里斯·米勒       | 李香生             | 高翰文 |          | 魔鏡（Magic Mirror）                    |
| 克里斯·米勒       |                    |        |          | 蓋比特（Geppetto）                      |
| 梅蕾蒂絲·薇拉     |                    |        |          | 掃把女巫（Broomsy Witch）               |
| 傑瑞米·史特吉     |                    |        |          | 雜色風笛（Pied Piper）                  |
| 拉里·金           | 李濤               | 周志輝 |          | 醜姐姐多莉（Doris the Ugly Stepsister） |
| 雷吉斯·菲尔宾     | 魏伯勤             | 陳卓智 |          | 醜姐姐美寶（Mabel the Ugly Stepsister） |
| 米克·米切爾       |                    |        |          | 護衛女巫#2（Witch Guard #2）            |
| 米克·米切爾       |                    |        |          | 奶油褲（Butter Pants）                  |
| 瑞安·西克雷斯特   | 康殿宏             |        |          | 奶油褲老爸（Father of Butter Pants）    |

## 反響

### 專業評價
爛番茄新鮮度58%，基於189條評論，平均分為8.1/10，而在Metacritic上得到58分，IMDB上得6.4分，口碑一般。